# Представители религиозных меньшинств в Исламском консультативном совете Ирана
В Исламском консультативном совете (маджлисе) Исламской Республики Иран — парламенте этой страны, зарезервированы пять мест для религиозных и этнических меньшинств. Для этнических армян проживающих в Иране зарезервированы два места (от так называемого севера и юга), для ассирийцев, иудеев и зороастрийцев страны по одному месту — итого пять мест для религиозных и этнических меньшинств.
После конституционной революции в Иране в начале XX века, Конституция Государства Иран от 1906 года предусматривала гарантированные зарезервированные парламентские мандаты, предоставленные признанным религиозным меньшинствам страны. После исламской революции в 1979 году, традиция предоставления гарантированных зарезервированных мест религиозным и этническим меньшинствам страны сохранился до сих пор. 
Государственной религией Исламской Республики Иран является ислам шиитского мазхаба, но в стране проживает немало мусульман-суннитов, и хотя для них нет зарезервированных мест в парламенте, неограниченное количество политиков-суннитов могут участвовать на выборах и получать неограниченное количество мест в парламенте, как и мусульмане-шииты. В основном суннитские депутаты избираются от восточных и северо-восточных останов (регионов) Ирана, где сосредоточена основная часть иранских суннитов. К таким регионам можно отнести Систан и Белуджистан, Голестан, Северный Хорасан, Хорасан-Резави.

### Представители религиозных и этнических меньшинств в парламенте Ирана по созывам
| Созыв | Армяне (Север, Юг)               | Ассирийцы            | Иудеи           | Зороастрийцы      |
| ----- | -------------------------------- | -------------------- | --------------- | ----------------- |
| 1980  | Грайр Халатян, Грач Хачатрян     | нет данных           | Азиз Данешрад   | нет данных        |
| 1984  | Вартан Вартанян, Артаваз Багумян | нет данных           | нет данных      | нет данных        |
| 1988  | Вартан Вартанян, Артаваз Багумян | нет данных           | нет данных      | нет данных        |
| 1992  | Вартан Вартанян, Артаваз Багумян | нет данных           | нет данных      | Парвиз Равани     |
| 1996  | Вартан Вартанян, Артаваз Багумян | Шамшун Максудпур Сир | Манучехр Элиаси | Парвиз Равани     |
| 2000  | Левон Давидян, Георгик Абрахамян | Ёнатан Бетколиа      | Маурис Мотамед  | Хосрав Дабестани  |
| 2004  | Геворк Вартан, Роберт Бегларян   | Ёнатан Бетколиа      | Маурис Мотамед  | Куруш Никнам      |
| 2008  | Геворк Вартан, Роберт Бегларян   | Ёнатан Бетколиа      | Сиамак Морсадег | Эсфандияр Эхтияри |
| 2012  | Карен Ханлари, Роберт Бегларян   | Ёнатан Бетколиа      | Сиамак Морсадег | Эсфандияр Эхтияри |
| 2016  | Карен Ханлари, Георгик Абрахамян | Ёнатан Бетколиа      | Сиамак Морсадег | Эсфандияр Эхтияри |